# Omphalea queenslandiae
Omphalea queenslandiae är en törelväxtart som beskrevs av Frederick Manson Bailey. Omphalea queenslandiae ingår i släktet Omphalea och familjen törelväxter. Inga underarter finns listade i Catalogue of Life.